# Callitula bicolor
Callitula bicolor är en stekelart som beskrevs av Maximilian Spinola 1811. Callitula bicolor ingår i släktet Callitula och familjen puppglanssteklar. Arten är reproducerande i Sverige. Inga underarter finns listade.